# Réisme
Le réisme est une théorie philosophique de Tadeusz Kotarbiński, fondée sur l'ontologie de Stanisław Leśniewski.
Dans son essence, le réisme a été condensé par Kotarbiński en deux postulats :
- « tout est objet », c'est-à-dire que tout, y compris les concepts abstraits, doit être réduit à des objets concrets.
- aucun objet n'est un état, une relation ou une propriété.

Dans un sens sémantique, il s'agit d'une théorie linguistique qui établit une distinction entre les noms « réels », qui correspondent à des objets concrets, et les « pseudo-noms », les onomatoides, qui dénotent des états, relations, propriétés, évènements, etc. Cette théorie permet également d'établir sur quels critères une phrase possède un sens, soit un sens direct et littéral, ou un sens indirect à d'autres degrés.